# Équipe de Thaïlande féminine de volley-ball
L'équipe de Thaïlande féminine de volley-ball est composée des meilleures joueuses thaïlandaises sélectionnées par la Fédération thaïlandaise de volley-ball (Thailand Volleyball Association, TVA). Elle est classée au 14e rang de la Fédération internationale de volley-ball au 10 juillet 2022.

## Sélection actuelle
Sélection pour le Grand Prix Mondial 2010.

Entraîneur : Kiattipong Radchatagriengkai  ; entraîneur-adjoint : Nataphon Srisamutnak 

## Palmarès et parcours

### Palmarès
- Championnat d'Asie et d'Océanie (2)
  - Vainqueur : 2009, 2013
  - Finaliste : 2017, 2019
  - Troisième : 2001, 2007, 2015
- Coupe d'Asie (1)
  - Vainqueur : 2012
  - Finaliste : 2010
  - Troisième : 2008, 2016, 2018
- Jeux asiatiques
  - Finaliste : 2018
  - Troisième : 2014

### Parcours

#### Championnats du monde
| - 1952 : Non participante - 1956 : Non participante - 1960 : Non participante - 1962 : Non participante - 1967 : Non participante - 1970 : Non participante - 1974 : Non participante - 1978 : Non participante - 1982 : Non participante - 1986 : Non participante | - 1990 : Non qualifiée - 1994 : Non qualifiée - 1998 : 15e - 2002 : 20e - 2006 : Non qualifiée - 2010 : 13e - 2014 : 17e - 2018 : 13e |

#### Grand Prix
| - 1993 : Non qualifiée - 1994 : Non qualifiée - 1995 : Non qualifiée - 1996 : Non qualifiée - 1997 : Non qualifiée - 1998 : Non qualifiée - 1999 : Non qualifiée - 2000 : Non qualifiée - 2001 : Non qualifiée - 2002 : 8e | - 2003 : 9e - 2004 : 10e - 2005 : 12e - 2006 : 11e - 2007 : Non qualifiée - 2008 : 11e - 2009 : 8e - 2010 : 10e - 2011 : 6e - 2012 : 4e | - 2013 : 13e - 2014 : 12e - 2015 : 9e - 2016 : 6e - 2017 : 10e |

#### Ligue des nations
| - 2018 : 15e - 2019 : 12e - 2021 : 16e - 2022 : 8e |

#### Coupe du monde
| - 1973 : Non participante - 1977 : Non participante - 1981 : Non participante - 1985 : Non participante - 1989 : Non qualifiée - 1991 : Non qualifiée - 1995 : Non qualifiée - 1999 : Non qualifiée - 2003 : Non qualifiée - 2007 : 10e | - 2011 : Non qualifiée - 2015 : Non qualifiée - 2019 : Non qualifiée |

#### Championnat d'Asie et d'Océanie
| - 1975 : Non participante - 1979 : Non participante - 1983 : Non participante - 1987 : 5e - 1989 : 6e - 1991 : 7e - 1993 : 7e - 1995 : 5e - 1997 : 5e - 1999 : 4e | - 2001 : 3e - 2003 : 4e - 2005 : 6e - 2007 : 3e - 2009 : Vainqueur - 2011 : 4e - 2013 : Vainqueur - 2015 : 3e - 2017 : Finaliste - 2019 : Finaliste |

#### World Grand Champions Cup
| - 1993 : Non participante - 1997 : Non participante - 2001 : Non participante - 2005 : Non participante - 2009 : 6e - 2013 : 5e - 2017 : Non participante |

#### Coupe d'Asie
| - 2008 : 3e - 2010 : Finaliste - 2012 : Vainqueur - 2014 : 5e - 2016 : 3e - 2018 : 3e |

#### Jeux asiatiques
| - 1962 : non qualifiée - 1966 : 5e - 1970 : 8e - 1974 : non qualifiée - 1978 : 5e - 1982 : non qualifiée - 1986 : 4e - 1990 : 6e - 1994 : 5e - 1998 : 4e | - 2002 : 5e - 2006 : 4e - 2010 : 5e - 2014 : 3e - 2018 : Finaliste |